# Symphurus minor
Symphurus minor es una especie de pez de la familia Cynoglossidae en el orden de los Pleuronectiformes.

## Distribución geográfica
Se encuentran al oeste del Océano Atlántico.